# ニシアメリカフクロウ
ニシアメリカフクロウ（西亜米利加梟、学名：Strix occidentalis）は、フクロウ目フクロウ科に分類される鳥類の一種。
新北区、北アメリカ西部の森に生息する留鳥。

## 生態
樹洞、猛禽類の古巣、岩の割れ目などを巣にする。巣は12～60メートルの高さに作られ、通常2個（最大で4個）の卵を生む。完全な夜行性で、小型の哺乳動物や他の鳥を食べる